# Polaris Dawn
Polaris Dawn è una missione spaziale privata con equipaggio gestita da SpaceX per conto di Jared Isaacman e il 13º volo orbitale con equipaggio di una navicella spaziale Crew Dragon. Il volo utilizza il veicolo Crew Dragon Resilience ed è stata la prima di tre missioni pianificate del Programma Polaris. Durante la missione di cinque giorni, la navicella Resilience ha portato Isaacman e il suo equipaggio di tre persone — Scott Poteet, Sarah Gillis e Anna Menon — in un'orbita altamente ellittica fino a 1400 km di distanza dalla Terra, la distanza più lontana raggiunta da un essere umano dai tempi del programma Apollo della NASA, ed ha attraversato le fasce di Van Allen per studiare gli effetti sulla salute alle radiazioni spaziali e dei voli spaziali sul corpo umano. Nei giorni successivi, Isaacman e Gillis hanno effettuato la prima Attività extraveicolare commerciale. Il lancio, previsto per il 26 agosto 2024, è stato poi effettuato il 10 settembre 2024, il ritorno è avvenuto il 15 settembre 2024.

## Equipaggio
| Ruolo                   | Equipaggio                  | Equipaggio                  |
| ----------------------- | --------------------------- | --------------------------- |
| Comandante              | Jared Isaacman Secondo volo | Jared Isaacman Secondo volo |
| Pilota                  | Scott Poteet Primo volo     | Scott Poteet Primo volo     |
| Specialista di missione | Sarah Gillis Primo volo     | Sarah Gillis Primo volo     |
| Responsabile medico     | Anna Menon Primo volo       | Anna Menon Primo volo       |

## Storia
Il programma Polaris è stato annunciato da Jared Isaacman nel febbraio 2022, cinque mesi dopo la prima missione astronautica interamente privata, Inspiration4, anch'essa sostenuta finanziariamente da Isaacman. Il programma comprende anche lo sviluppo di diverse tecnologie necessarie per la missione, tra cui le tute spaziali per attività extraveicolari (EVA) per astronauti privati, i collegamenti di comunicazione laser intersatellitare tra la navicella spaziale Dragon e la costellazione Starlink e alcuni accorgimenti per ovviare alla mancanza di una camera d'equilibrio nel design della navicella Dragon.
Originariamente programmato per volare già a fine 2022, il programma ha subito numerosi ritardi nella progettazione delle tute spaziali EVA e per problemi tecnici di SpaceX durante i test delle comunicazioni laser intersatellitari. A ottobre 2022 il lancio è stato slittato a marzo 2023mentre a febbraio 2023 nuovamente posticipato a non prima della metà del 2023. A metà del 2023, la data prevista era fissata al 2024, e Isaacman a dicembre 2023 ha confermato la data di lancio per aprile 2024. Il 7 giugno Isaacman ha annunciato che il lancio non sarebbe avvenuto prima del 12 luglio 2024. Tre settimane dopo, il programma Polaris ha annunciato sul suo account X che la prima data disponibile per il lancio era il 31 luglio 2024. La missione è stata nuovamente rinviata a seguito del fallimento dello stadio superiore del lanciatore Falcon 9 del 12 luglio 2024. Dopo che SpaceX ha identificato la causa dell'incidente, il mission management director della Dragon di SpaceX Sarah Walker ha annunciato nella conferenza stampa del 26 luglio che Polaris Dawn sarebbe stata lanciata "a fine estate" dopo il lancio della missione Crew-9 della NASA, la cui data di lancio era programmata non prima del 18 agosto. SpaceX ha poi affermato il 7 agosto che l'obiettivo era lanciare il 26 agosto.

## Missione
Polaris Dawn è stato un volo spaziale umano in orbita attorno alla Terra con solo privati cittadini a bordo. L'equipaggio era composto dal comandante Jared Isaacman, dal pilota Scott Poteet e le specialiste di missione Sarah Gillis e Anna Menon, che hanno trascorso cinque giorni in orbita. I piani di missione prevedevano il raggiungimento di un'orbita altamente ellittica più alta di qualsiasi precedente missione Dragon e l'orbita terrestre più alta mai raggiunta da un veicolo spaziale con equipaggio con un apogeo iniziale di 1400 km battendo il record stabilito da Gemini 11. È inoltre il punto più lontano dalla Terra mai raggiunto da un essere umano dai tempi del programma Apollo della NASA. Questa orbita è progettata per portare l'equipaggio fino alle fasce di Van Allen, in modo da poter condurre esperimenti per studiare gli effetti sulla salute delle radiazioni spaziali e del volo spaziale sul corpo umano.
Dopo che la Dragon avrà modificato la sua orbita fino a un apogeo di 750 km, Jared Isaacman e Sarah Gillis tenteranno la prima attività extraveicolare (EVA) commerciale per circa due ore con le tute spaziali per EVA progettate da SpaceX, presentate per la prima volta nel maggio 2024. Le tute EVA funzioneranno con ossigeno puro a una pressione di 5.1 psi. Le tute EVA sono state progettate per proteggere gli astronauti durante l'esposizione al vuoto dello spazio, ma anche per essere comode e flessibili abbastanza da essere indossate durante il lancio e l'atterraggio, eliminando la necessità di portare due tute distinte per le attività intraveicolari (IVA) e extraveicolari, risparmiando peso e spazio. Il materiale in tessuto ignifugo ed elastico e le giunture che rimangono morbide fino a quando non vengono pressurizzate contribuiranno a fornire una maggiore mobilità, mentre gli stivali saranno realizzati con il materiale termico utilizzato sull'interstadio del Falcon 9 e sul trunk della Dragon. I miglioramenti delle tute IVA includono anche una migliore gestione termica e un casco migliorato con un rivestimento esterno che fornisce isolamento termico e trattamento anti-appannamento. Durante l'EVA, una telecamera e un head-up display (HUD) saranno utilizzati per fornire informazioni sulle metriche della tuta. Un cavo ombelicale fornirà un supporto vitale costante alle tute, che assomigliano alle prime tute Gemini, al contrario delle EMU utilizzate sulla ISS che sono totalmente autonome.
Poiché le navicelle Crew Dragon non hanno una camera d'equilibrio, sono state apportate diverse modifiche all'interno della Crew Dragon Resilience per resistere al vuoto, un portello con una scaletta chiamato "skywalker" sostituirà l'International Docking System Standard e tutti e quattro gli astronauti indosseranno tute EVA, anche se solo due usciranno dalla navicella spaziale. Di conseguenza, questa missione ha battuto il record per il maggior numero di persone nel vuoto dello spazio contemporaneamente, stabilito durante la missione dello Shuttle STS-49 quando è stata eseguita l'unica EVA a tre persone fino ad oggi. Grazie al protocollo di depressurizzazione unico della Dragon, eseguito senza camera d'equilibrio, l'equipaggio ha in programma di condurre ricerche sulla malattia da decompressione per lo studio della sindrome neuro-oculare associata ai voli spaziali (Spaceflight Associated Neuro-ocular Syndrome, SANS).
La missione è stata anche il primo test operativo con equipaggio della comunicazione laser della Dragon tramite Starlink per la comunicazione intrasatellitare. Grazie al successo della missione, ciò potrebbe potenzialmente ridurre la latenza di comunicazione e aumentare la larghezza di banda dati per i voli spaziali con equipaggio umano.
L'equipaggio durante la missione ha condotto 38 esperimenti scientifici per studiare gli effetti del volo spaziale e delle radiazioni spaziali sulla salute umana.